# Deshaun Watson
Derrick Deshaun Watson (nascido em 14 de setembro de 1995) é um quarterback de futebol americano que joga no Cleveland Browns da  National Football League (NFL). Ele jogou futebol americano universitário em Clemson e levou a equipe a título nacional em em 2016. Ele foi selecionado pelo Houston Texans como 12º da geral no Draft da NFL de 2017.
Após ter uma temporada de estreia produtiva interrompida por uma lesão, Watson levou os Texans a títulos de divisão consecutivos em 2018 e  2019 e liderou a liga em jardas aéreas em 2020. Ele também recebeu honras de Pro Bowl em cada uma de suas três temporadas como titular principal de Houston. No começo de 2024, ele era o nono QB em porcentagem de passes completos na carreira (mínimo de 1 500 tentativas) e o terceiro em rating de passador na carreira.
Em 2021, Watson foi processado por mais de duas dezenas de massoterapeutas mulheres por assédio sexual e agressão sexual. Watson negou qualquer irregularidade enquanto resolvia vinte acusações de má conduta sexual. Desentendimentos com a diretoria dos Texans e vários processos por má conduta sexual mantiveram Watson fora de toda a temporada de 2021, o que eventualmente levou a uma troca para os Browns em 2022, onde ele assinou um contrato de cinco anos no valor de US$ 230 milhões de dólares, um dos maiores contratos da história da NFL.

## Primeiros anos
Watson nasceu em Gainesville, Geórgia, em 14 de setembro de 1995. Ele frequentou Gainesville High School, chegando lá no outono de 2010. Ele jogou no time de futebol americano da escola. O treinador de Gainesville, Bruce Miller, havia planejado começar com outro quarterback mas Watson conquistou a titularidade. Ele foi o primeiro quarterback calouro que Bruce Miller botou como titular.
Durante sua carreira, Watson estabeleceu vários recordes estaduais, incluindo total de jardas (17.134), touchdowns (218), jardas passadas (13.077) e passes para touchdowns (155). Ele correu para 4.057 jardas e 63 touchdowns. Watson destacou-se no seu penúltimo ano, ganhando um campeonato estadual e recebendo elogios e sendo escolhido como um dos Top 100 do recrutamento de 2014. Durante seu segundo e último ano, ele liderou o time até as semifinais estaduais.
Watson recebeu ofertas de várias faculdades antes de se comprometer verbalmente com a Clemson University em 1º de fevereiro de 2012. Ele foi classificado como quarterback número um na classe de 2014 pela ESPN 300.

## Carreira na Faculdade

### Primeiro ano
Watson se matriculou em Clemson em janeiro de 2014. Durante sua carreira do ensino médio, Watson vestiu a camisa de número 4. Na Clemson, esse número havia sido aposentado depois que o quarterback Steve Fuller se formou. No entanto, Fuller permitiu que o número saísse da aposentadoria para que Watson pudesse usá-lo. Ele entrou em temporada de calouro como reserva de Cole Stoudt, mas ainda recebeu um tempo de jogo extenso. Nos três jogos que fez, ele completou 29 de 41 passes para 479 jardas com quatro touchdowns e sem interceptações, superando o titular, Stoudt. Watson foi nomeado como titular dos Tigers em 21 de setembro. Na primeira partida de carreira de Watson contra o North Carolina Tar Heels, ele estabeleceu um recorde escolar com seis passes para touchdown e 435 jardas lançadas em uma vitória por 50-35.
Em 11 de outubro de 2014, Watson quebrou um osso na mão direita em um jogo contra Louisville Cardinals. Como resultado da lesão, ele perdeu os jogos contra Boston College, Syracuse e Wake Forest. Ele voltou para o jogo contra Georgia Tech apenas para sofrer uma lesão LCL, perdendo a maior parte do jogo. Durante a semana seguinte, no treino, foi relatado que Watson havia machucado o joelho. Ele não jogou contra Geórgia State, mas voltou na semana seguinte para jogar contra o rival estadual, South Carolina. Depois de derrotar os Gamecocks, foi revelado ao público que Watson tinha jogado o jogo com uma lesão do Ligamento cruzado anterior. Ele foi submetido a uma cirurgia no joelho esquerdo na sexta-feira antes do jogo de Clemson contra o Oklahoma.

### Segundo ano
Em 2015, Watson levou o Clemson a uma invicta temporada regular de 12-0 e o primeiro lugar no ranking. Após a temporada regular, os Tigers se classificaram para o ACC Championship, enfrentando o 10ª lugar, North Carolina. Watson lançou 289 jardas e três touchdowns, e correu por 131 jardas e dois touchdowns no jogo, para levar os Tigers a uma vitória de 45-37, vencendo o Campeonato ACC pela primeira vez desde 2011. Watson foi nomeado como o MVP do jogo.
Os Tigers foram selecionados para participar dos Playoff do Futebol Americano Universitário de 2016, eles foram selecionados na primeira colocação. Eles enfrentaram o quarto colocado, Oklahoma Sooners, no Orange Bowl, na semifinal do College Football Playoff. Watson lançou para 189 jardas e um touchdown, e correu para 145 jardas e um touchdown, enquanto liderava Clemson para uma vitória por 37-17 sobre os Sooners. Watson foi eleito o MVP de 2015 do Orange Bowl por seu desempenho.
Com a vitória, os Tigers avançaram para a Final do Campeonato Universitário Americano contra o segundo lugar, Alabama Crimson Tide, onde Clemson perdeu por 45 a 40. Watson lançou para 405 jardas e quatro touchdowns no jogo, e correu por mais 73 jardas. Ele ultrapassou a marca de 4.000 jardas na temporada neste jogo. Ele estabeleceu o recorde de maior número de jardas na história das finais com 478 jardas (405 passes / 73 correndo) contra a melhor defesa do país. Além de lançar por mais de 4.000 jardas, ele também correu por mais de 1.000 jardas no seu segundo ano. Watson foi o primeiro e, atualmente, o único jogador a realizar esse feito na história do futebol universitário.
Por suas realizações durante a temporada de 2015, Watson foi nomeado finalista do Heisman Trophy, esta foi a primeira vez que um jogador de Clemson foi finalista. Ele terminou em terceiro na votação atrás do vencedor Derrick Henry, running back de Alabama, e Christian McCaffrey, running back de Stanford. O terceiro lugar de Watson na votação do Heisman Trophy é o melhor resultado na história de Clemson. Ele ganhou o Prêmio Davey O'Brien, que é concedido anualmente ao melhor quarterback das universidades. Ele também foi nomeado o Jogador do Ano da ACC e Jogador Ofensivo do Ano da ACC em 2015.

### Último ano
Watson começou sua última temporada com 248 jardas de passe, um touchdown e uma interceptação em uma estreita vitória de 19 a 13 sobre Auburn Tigers. Em 1 de outubro, contra Louisville, Watson terminou com 306 jardas de passes, cinco touchdowns e três interceptações na vitória por 42-36. Watson terminou com 378 jardas de passes e dois touchdowns contra o Florida State em 29 de outubro de 2016 na vitória por 37-34. Contra Syracuse em 5 de novembro de 2016, ele tinha 169 jardas de passe com dois touchdowns, mas deixou o jogo com uma lesão no ombro. Em 26 de novembro, contra South Carolina, ele passou para 347 jardas, seis touchdowns e uma interceptação na vitória por 56-7.
No outono de 2016, Watson se tornou o primeiro jogador desde Jason White em 2003-2004 a ganhar o prêmio Davey O'Brien em anos consecutivos. Naquele ano, ele também venceu o Prêmio Johnny Unitas Golden Arm e foi o primeiro vencedor repetido do Manning Award. Pelo segundo ano consecutivo, Watson foi eleito um dos cinco finalista ao Heisman Trophy, juntamente com Jabrill Peppers de Michigan, Baker Mayfield e Dede Westbrook de Oklahoma e Lamar Jackson de Louisville. Lamar Jackson foi o vencedor com quase o dobro de votos de Watson.
Depois de derrotar Ohio State por 31-0 na semifinal do CFP (Fiesta Bowl) e receber o prêmio de MVP ofensivo por seus esforços, Clemson derrotou o Alabama por 35-31 para se consagrar como campeão do Futebol Americano Universitário. Watson completou 36 de 56 passes para 420 jardas e três touchdowns contra a defesa mais bem classificada do país, incluindo o passe nos últimos segundos para o wide receiver, Hunter Renfrow. Ele também correu para 43 jardas e um touchdown. Isso deu ao Clemson Tigers, o seu segundo campeonato nacional na história, encerrando uma seca de três décadas. Watson recebeu o prêmio de MVP ofensivo por sua atuação.
Em 8 de novembro de 2016, Watson, juntamente com três outros jogadores de Clemson, Wayne Gallman, Artavis Scott e Mike Williams, se declarou para o Draft da NFL. Em dezembro de 2016, Watson formou-se em Comunicação depois de três anos em Clemson.

### Estatísticas
| Ano      | Equipe   | Passes | Passes | Passes | Passes | Passes | Passes | Passes | Passes | Corrida | Corrida | Corrida | Corrida |
| Ano      | Equipe   | Cmp    | Ten    | Pct    | Jardas | J/J    | TD     | Int    | Rtg    | Ten     | Jardas  | Média   | TD      |
| -------- | -------- | ------ | ------ | ------ | ------ | ------ | ------ | ------ | ------ | ------- | ------- | ------- | ------- |
| 2014     | Clemson  | 93     | 137    | 67,9%  | 1 466  | 10,7   | 14     | 2      | 188,6  | 63      | 200     | 3,2     | 5       |
| 2015     | Clemson  | 333    | 491    | 67,8%  | 4 109  | 8,4    | 35     | 13     | 156,3  | 207     | 1 105   | 5,3     | 12      |
| 2016     | Clemson  | 388    | 579    | 67%    | 4 593  | 7,9    | 41     | 17     | 151,1  | 165     | 629     | 3,8     | 9       |
| Carreira | Carreira | 814    | 1 207  | 67,4%  | 10 168 | 8,4    | 90     | 32     | 157,5  | 435     | 1 934   | 4,4     | 26      |

Fonte:

## Carreira profissional
Saindo de Clemson, Watson foi projetado para ser uma escolha de primeira rodada pela maioria dos olheiros e analistas. Ele foi classificado como um dos melhores quarterbacks disponíveis no draft pela Sports Illustrated, Pro Football Focus e ESPN. Ele foi classificado como o segundo melhor quarterback pela NFLDraftScout.com.
| Altura                          | Peso   | Comprimento do braço | Tamanho de mão | Corrida de 40 jardas | Corrida de 10 jardas | Corrida de 20 jardas | 20-ss  | 3-cone | Salto Vertical |
| ------------------------------- | ------ | -------------------- | -------------- | -------------------- | -------------------- | -------------------- | ------ | ------ | -------------- |
| 1.88 m                          | 100 kg | 0.84 m               | 0,25 m         | 4.66 s               | 4.31 s               | 6.95 s               | 0.83 m | 2.97 m | 20             |
| Todos os valores da NFL Combine |        |                      |                |                      |                      |                      |        |        |                |

O Houston Texans selecionou Watson na primeira rodada (12º escolha geral) do NFL Draft de 2017. Os Texans adquiriram a escolha do Cleveland Browns, negociando sua 25ª escolha geral no NFL Draft de 2017 e sua escolha na primeira rodada do Draft da NFL de 2018. Houston já havia negociado Brock Osweiler para Cleveland por picks de draft. Watson foi o terceiro quarterback no draft, atrás de Mitchell Trubisky, que foi a 2º escolha geral no Chicago Bears, e Patrick Mahomes, foi a 10º escolha geral no Kansas City Chiefs.

### Cleveland Browns

#### Temporada de 2017
Em 12 de maio de 2017, os Texans assinaram com Watson um contrato de US $ 13,84 milhões por quatro anos, com um bônus de assinatura de US $ 8,21 milhões.
Watson fez sua primeira aparição na temporada regular em 10 de setembro de 2017, contra o Jacksonville Jaguars. Ele entrou no jogo depois que Tom Savage foi para o banco no intervalo. Ele jogou pelo resto do jogo. No terceiro quarto, ele lançou para seu primeiro touchdown da NFL, foi um passe de 4 jardas para o wide receiver, DeAndre Hopkins. Ele terminou com 102 jardas de passes, um touchdown e uma interceptação, com os Texans perdendo por 29-7.
Watson fez seu primeiro jogo como titular no dia 14 de setembro de 2017, que foi seu aniversário de 22 anos, durante o Thursday Night Football contra o Cincinnati Bengals. Ele terminou com 125 jardas de passe, 67 jardas correndo e um touchdown de 49 jardas quando os Texans ganharam por 13-9.
Durante a semana 3 contra o campeão do Super Bowl, o New England Patriots, Watson terminou com 301 jardas de passes, dois touchdowns e duas interceptações, enquanto também correu para 41 jardas enquanto os Texans perdiam por 36-33. Durante a 4ª semana contra o Tennessee Titans, ele completou 25 de 34 passes para 283 jardas, 4 touchdowns e uma interceptação, enquanto também corria para 24 jardas e um touchdown, com os Texans ganhando por 57-14. Seus 5 touchdowns empataram com o recorde de touchdown de um novato na NFL. Ele também é o primeiro estreante a passar por pelo menos quatro touchdowns e a correr para um touchdown em um jogo desde que o Hall da Fama, Fran Tarkenton, fez isso no Minnesota Vikings em 1961. O Seu desempenho na Semana 4 rendeu-lhe o prêmio de Jogador Ofensivo da Semana da AFC.
Watson continuou seu bom desempenho na semana 4 com outra ótima apresentação, desta vez no Sunday Night Football contra o Kansas City Chiefs. Na derrota por 42-34, Watson terminou com 16 passes para 261 jardas e 5 touchdown, empatando com o recorde de um novato da NFL. Ele também correu para 31 jardas e uma conversão de 2 pontos. Durante a semana 6, Watson lançou para 225 jardas, 3 touchdowns e uma interceptação enquanto também correu para 23 jardas enquanto os Texans derrotavam o Cleveland Browns por um placar de 33-17. Depois de uma semana sem jogo, os Texans enfrentaram o Seattle Seahawks. Nesse jogo, Watson fez seu primeiro jogo na carreira com mais de 400 jardas. Ele terminou com 402 jardas de passes, 4 touchdowns, 3 interceptações e 67 jardas correndo, enquanto os Texans perderam por 41-38. Watson teve 16 touchdowns no mês de outubro, estabelecendo o recorde da NFL para mais passes para touchdown de um novato em um mês. Ele foi nomeado o jogador ofensivo do mês da AFC e o novato ofensivo da NFL do mês de outubro.
Em 2 de novembro, Watson lesionou o ligamento cruzado anterior durante os treinos, encerrando prematuramente sua temporada de estreia. Em 7 jogos de seu ano de estreia, Watson terminou com 1.699 jardas de passes, 19 touchdowns e 8 interceptações. Ele também correu para 269 jardas e 2 touchdowns. Em 8 de novembro, Watson passou por uma cirurgia bem-sucedida em seu joelho direito para reparar seu LCA, e nenhum outro dano no joelho foi relatado. Watson foi classificado em 50º lugar no NFL Top 100 Jogadores de 2018.

#### Temporada de 2018
Watson terminou a temporada de 2018 com 4 165 jardas aéreas, 26 touchdowns aéreos, 9 interceptações, 551 jardas terrestres e 5 touchdowns terrestres. Ele liderou a liga como o jogador que mais tempo ficou no pocket e foi o segundo quarterback que mais segurou a bola antes de lança-la. Este foi um dos fatores que contribuíram para Watson ser o jogador mais vezes pressionado (281) e o quinto mais sackado (62) na história da NFL.

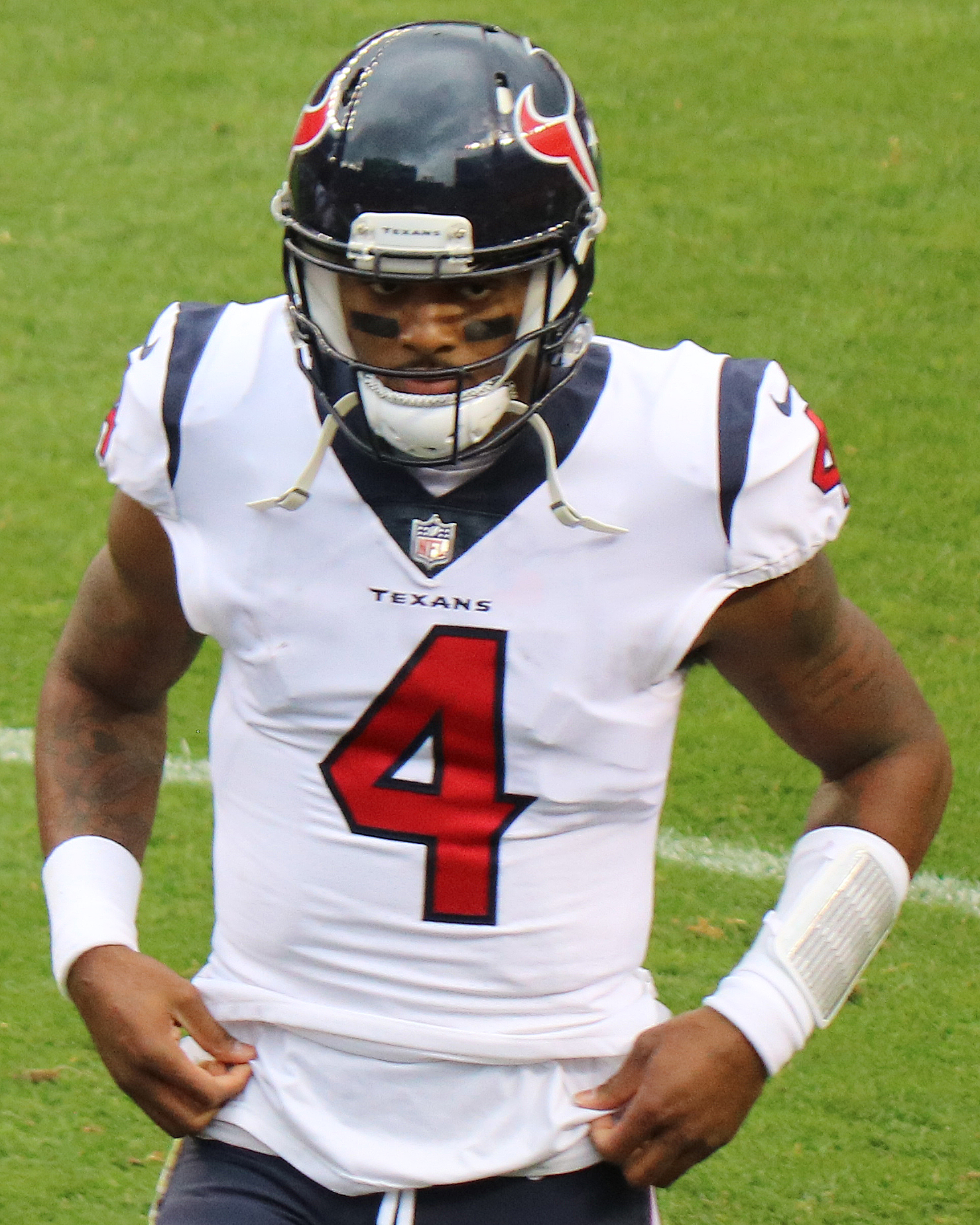
Watson em 2018.

Nesse ano ele fez sua primeira aparição na pós-temporada, com seu time sendo derrotado pelo Indianapolis Colts, por 21 a 7, com Watson completando 29 de 49 passes para 235 jardas.
Em 21 de janeiro de 2019, Watson foi selecionado para o seu primeiro Pro Bowl, substituindo Tom Brady.

#### Temporada de 2019
No rank da NFL dos 100 melhores jogadores, escolhidos pelos próprios atletas, Watson ficou na posição 51 da lista.
Watson, em 2019, levou os Texans a uma campanha de 10 vitórias e 6 derrotas, conquistando o título da AFC South. Ele encerrou o ano com 3 852 jardas passando, 26 touchdowns aéreos e 12 interceptações, com 413 jardas pelo chão e 7 touchdowns terrestres. Watson foi sackado 44 vezes, a menor marca de sua carreira como titular.
Na rodada de repescagem dos playoffs, contra o Buffalo Bills, Watson levou os Texans a empatar o jogo após estar perdendo por 16 a 0. Na prorrogação, Houston venceu por 22 a 19, embora Watson tenha sido sackado sete vezes. Esta foi sua primeira vitória na pós-temporada na carreira. No total, ele lançou para 247 e anotou dois touchdowns (um terrestre e um passando). Na semana seguinte, na rodada de divisão, contra o Kansas City Chiefs, Watson lançou para 388 jardas e marcou três touchdowns (dois aéreos) na derrota por 51 a 31.

#### Temporada de 2020
Em 28 de abril de 2020, os Texans ativaram a opção contratual com Watson para mantê-lo na equipe por mais um ano, enquanto negociavam um novo acordo. Em 5 de setembro, Watson assinou um contrato de quatro anos por US$ 177,5 milhões, com cerca de US$ 111 milhões garantidos, o mantendo na equipe até a temporada de 2025. Na época, foi o segundo maior contrato da história da NFL, atrás apenas do de Patrick Mahomes.
A temporada de 2020 de Watson foi uma das melhores da carreira até então e também uma das melhores da franquia, em termos de touchdowns, jardas e passer rating. Watson liderou a liga em jardas aéreas (4 823) e lançou para 33 touchdowns. Ele foi o primeiro jogador a liderar a NFL em jardas passadas com um time que perdeu 12 jogos num ano desde Jeff George com o Oakland Raiders em 1997.

#### Temporada de 2021
Após a temporada de 2020, Watson solicitou uma troca pelos Texans depois de ficar insatisfeito com as mudanças na diretoria e na comissão técnica. O time, contudo, não estava disposto a negociar com outras equipes sobre ofertas comerciais, levando a um impasse com Watson até o surgimento de alegações de assédio sexual. Apesar da controvérsia extra-campo e da situação de Watson com Houston, ele continou a participar dos treinamentos e outras atividades, embora de forma limitada. A comissão técnica afirmou na época que a situação do atleta seria decidida "dia a dia".
Apesar de não ter sido oficialmente suspenso ou colocado em nenhuma lista de reserva, Watson foi descartado em todos os jogos do Texans disputados em 2021 por "razões não-lesivas/questões pessoais".

### Cleveland Browns

#### Temporada de 2022

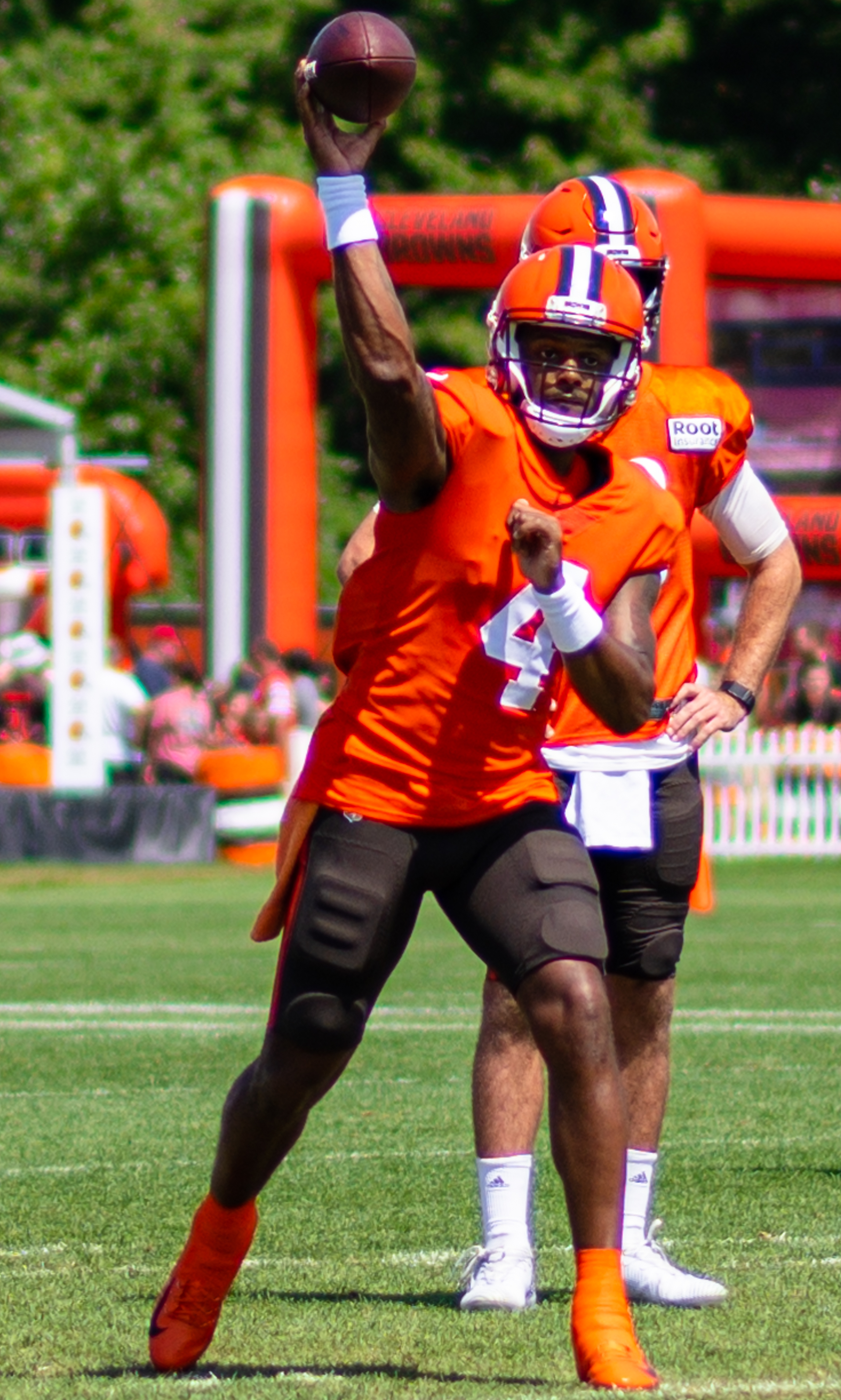
Watson com os Cleveland Browns durante o training camp de 2022

Em 18 de março de 2022, os Texans mandaram Watson e uma escolha de sexta rodada do Draft para o Cleveland Browns em troca da primeira escolha nos drafts de 2022, 2023 e 2024, além de uma escolha de terceira rodada em 2023 e uma de quarta rodada em 2022 e 2024. Como parte da troca, Watson assinou um novo contrato, com valores totalmente garantidos, de cinco anos por US$ 230 milhões de dólares com os Browns, sendo o maior contrato e com mais dinheiro garantido na história da NFL até então.
Como resultado de suas alegações de assédio sexual, Watson foi suspenso por seis jogos da temporada regular para iniciar a temporada de 2022 pela juíza Sue Lewis Robinson. Ele foi autorizado a participar de atividades de intertemporada, incluindo jogos de pré-temporada. Dois dias depois, a NFL entrou com um recurso da suspensão, buscando estender tal suspensão para pelo menos uma temporada completa (dezessete jogos), além de buscar uma multa e estabelecer uma cláusula na qual Watson buscaria tratamento por sua conduta. O comissário da liga, Roger Goodell, confirmou que a NFL buscaria uma suspensão de um ano inteiro, incluindo a pós-temporada, chamando a conduta de Watson de "escandalosa" e "comportamento predatório".
Em 18 de agosto de 2022, após a the NFL e a NFLPA (associação de jogadores) chegar a um acordo, foi decidido que Watson seria suspenso por onze jogos no começo da temporada de 2022 e multado em US$ 5 milhões.
EM 28 de novembro 2022, Watson voltou para a NFL após cumprir sua suspensão e foi então adicionado a escalação do time. Na semana, Watson estreou contra seu antigo time, o Houston Texans. Nesta partida, a sua primeira em quase 700 dias, Watson teve o pior passer rating da sua carreira na NFL NFL em 53,4, lançando para 131 jardas e uma interceptação na vitória do seu time por 27 a 14. Ele acabou terminando a temporada de 2022 com três vitórias em seis jogos como titular, além de 1 102 jardas aéreas, 7 touchdowns e 5 interceptações. Os Browns terminaram a temporada com sete vitórias e dez derrotas, com Watson registrando um passer rating de 79,1 no ano, sendo o pior índice de sua carreira.

#### Temporada de 2023
Na semana 10 contra o Baltimore Ravens, Watson sofreu uma fratura deslocada na cavidade glenoidal do ombro direito durante o primeiro tempo da partida, mas conseguiu terminar o jogo. Três dias depois, em 15 de novembro, os Browns anunciaram que Watson passaria por uma cirurgia que encerraria sua temporada para reparar um osso quebrado no ombro de arremesso. Watson terminou a temporada começando em seis jogos, contabilizando sete touchdowns e quatro interceptações e 1 115 jardas de passe. Watson passou por uma cirurgia em 21 de novembro, com a expectativa de estar totalmente recuperado antes da temporada de 2024 da NFL.

#### Temporada de 2024 e 2025
Na Semana 1 contra os Cowboys, Watson lançou para 169 jardas, um touchdown, duas interceptações e foi sackado seis vezes em uma derrota por 33 a 17. Watson também estava zero de dez em passes lançados para mais de 15+ jardas em profundidade, tornando-se o primeiro quarterback a ter 10+ passes lançados 15 ou mais jardas em profundidade com zero conclusões desde que o Sportradar começou a rastrear jardas aéreas em 2006. Em cinco jogos, Watson postou um rating total de 23,9, o menor da liga, e não conseguiu atingir mais de 200 jardas de passe em um jogo, enquanto os Browns caíram para uma vitória em cinco jogos. Apesar das dificuldades, o técnico Kevin Stefanski afirmou que Watson continuaria a começar por Cleveland. Durante o confronto da Semana 7 dos Browns contra o Cincinnati Bengals, Watson foi levado para fora do campo após sofrer uma lesão na perna sem contato. No dia seguinte, foi confirmado que se tratava de uma ruptura do tendão de Aquiles, o que o obrigou a perder o restante da temporada de 2024.
Em 9 de janeiro de 2025, Watson passou por uma cirurgia após sofrer uma nova ruptura no tendão de aquiles direito, o que poderia deixá-lo fora de toda a temporada de 2025 também.

### Estatísticas da NFL

#### Temporada Regular
| 2017     | HOU      | 6  | 126       | 204       | 61,8%     | 1 699     | 8,3       | 19        | 8         | 103,0     | 36        | 269       | 7,5       | 2         | 3         | 1         |           |           |
| 2018     | HOU      | 16 | 345       | 505       | 68,3%     | 4 165     | 8,2       | 26        | 9         | 103,1     | 99        | 551       | 5,6       | 5         | 9         | 3         |           |           |
| 2019     | HOU      | 15 | 333       | 495       | 67,3%     | 3 852     | 7,8       | 26        | 12        | 98,0      | 82        | 413       | 5,0       | 7         | 10        | 3         |           |           |
| 2020     | HOU      | 16 | 382       | 544       | 70,2%     | 4 823     | 8,9       | 33        | 7         | 112,4     | 90        | 444       | 4,9       | 3         | 8         | 3         |           |           |
| 2021     | HOU      | 0  | Não jogou | Não jogou | Não jogou | Não jogou | Não jogou | Não jogou | Não jogou | Não jogou | Não jogou | Não jogou | Não jogou | Não jogou | Não jogou | Não jogou | Não jogou | Não jogou |
| 2022     | CLE      | 6  | 99        | 170       | 58,2%     | 1 102     | 6,5       | 7         | 5         | 79,1      | 36        | 175       | 4,9       | 1         | 1         | 0         |           |           |
| 2023     | CLE      | 6  | 105       | 171       | 61,4%     | 1 115     | 6,5       | 7         | 4         | 84,3      | 26        | 142       | 5,5       | 1         | 5         | 2         |           |           |
| 2024     | CLE      | 7  | 137       | 216       | 63,4%     | 1 148     | 5,3       | 5         | 3         | 79,0      | 31        | 148       | 4,8       | 1         | 5         | 3         |           |           |
| Carreira | Carreira | 73 | 1 527     | 2 305     | 66,2%     | 17 904    | 7,8       | 123       | 48        | 98,8      | 40        | 2 142     | 5,4       | 20        | 41        | 15        |           |           |

### Recordes da NFL
- Mais passes para touchdown em um único jogo por um quarterback novato: 5 (empatado com Ray Buivid, Matthew Stafford, e Jameis Winston)
- Mais passes para touchdown em um mês por um quarterback novato: 16
- Mais passes para touchdown por um quarterback novato em um tempo: 4 (empatado com Marcus Mariota e Jameis Winston) (8 de outubro de 2017)
- Primeiro jogador na história da NFL a passar para mais de 400 jardas, 4+ TD e 50+ jardas correndo em um único jogo. (29 de outubro de 2017)
- Mais passes para touchdown nos seis primeiro jogos de NFL (15) (empatado com Marcos Rypien e Kurt Warner)
- Mais passes para touchdown por um estreante em 5 jogos na história da NFL (18)
- Maior sequência de jogos com 3 ou mais passes para touchdown por um estreante na história da NFL (4)
- Mais passes para touchdown em seus primeiros sete jogos na NFL (19)

### Recordes dos Texans
- Mais passes para touchdown em um único jogo como novato: 5 (8 de outubro de 2017 vs Kansas City Chiefs)
- Mais passes para touchdown em uma temporada de novato: 19

## Vida Pessoal
Watson é Cristão. Em 2006, quando Watson tinha 11 anos de idade, o running back do Atlanta Falcons, Warrick Dunn, doou uma casa para sua família. Foi doado através da instituição de caridade "Homes for the Holidays", que fez parceria com a "Habitat for Humanity". Em 2017, Watson doou seu primeiro salário da NFL a três funcionários da cafeteria afetados pelo furacão Harvey, que trabalhavam no NRG Stadium do Houston Texans. O total do valor doado foi de cerca de us $27.000.

### Alegações de abuso
Em 16 de março de 2021, uma massoterapeuta de Houston entrou com uma ação civil movida pelo advogado Tony Buzbee contra Watson, alegando que o quarterback a tocou com a ponta de seu pênis ereto enquanto pedia sexo durante uma visita à sua casa para tratamento em março de 2020. Watson negou veementemente as afirmações de Buzbee, afirmando que "nunca tratei nenhuma mulher com nada além do máximo respeito". Segundo a ação, a massoterapeuta encerrou imediatamente a sessão e chorou após o incidente. Dois jogadores adicionais da NFL contataram a massoterapeuta várias semanas depois, por recomendação de Watson. O processo também afirmava que Watson mais tarde procurou a massoterapeuta e pediu desculpas por suas ações.
Durante todo o mês de março, mais mulheres compartilharam suas histórias de como teriam sido supostamente abusadas por Watson. Até 6 de abril, das vinte duas mulheres que processaram o atleta, duas o haviam feito publicamente numa conferência de imprensa. Ashley Solis, a primeira das mulheres a se identificar, afirmou que durante uma consulta de massagem em sua casa, Watson se expôs e tocou a mão dela com seu pênis ereto antes que ela encerrasse a sessão e pedisse que ele fosse embora. Em entrevista coletiva, Solis disse que sofre ataques de pânico, ansiedade e depressão decorrentes da agressão sexual. Ela afirmou: "As pessoas dizem que estou fazendo isso só por dinheiro. Isso é falso. Apresento-me agora para que Deshaun Watson não agrida outra mulher". Em contrapartida, cerca de dezoito massoterapeutas profissionais expressaram apoio a personalidade de Watson, dizendo que as alegações contradizem suas experiências com ele.
Rusty Hardin, advogado de Watson, afirmou que algumas das massagens de Watson levaram a alguma "atividade sexual", mas que foi consensual. Nesse mesmo dia, dois juízes decidiram que treze dos vinte e dois processos deveriam ser reapresentados no prazo de dois dias úteis ou correm o risco de serem demitidos e que quatro dos acusadores devem reabrir usando os seus nomes actuais. Os advogados anunciaram que nove das doze mulheres revelariam seus nomes voluntariamente. O juiz concedeu a moção emergencial dos advogados de Watson exigindo a divulgação dos nomes dos outros acusadores.
Em 7 de abril de 2021, as empresas Nike e Beats By Dre suspenderam seus acordos de endosso com Watson. A Reliant Energy e a H-E-B declararam que não planejavam se envolver com o Watson no futuro.
Em 11 de março de 2022, um grande júri recusou-se a indiciar Watson por acusações criminais relacionadas a "assédio e má conduta sexual". Naquela data ele ainda enfrentava vinte e duas ações cíveis, muitas delas alegando má conduta sexual e agressão. Em 1 de agosto de 2022, todos os casos civis pendentes, exceto um, foram resolvidos com acordos.
Como resultado dessas acusações, a NFL anunciou em 18 de agosto de 2022 que Watson seria suspenso por onze jogos, pagaria uma multa recorde de US$ 5 milhões, passaria por avaliação de especialistas comportamentais e concluiria um programa de tratamento. Sua multa e mais US$ 2 milhões foram doados a agências que trabalham para prevenir agressões sexuais.